# Heiðarhnjúkur (bergstopp i Island)
Heiðarhnjúkur är en bergstopp i republiken Island. Den ligger i regionen Austurland, 400 km öster om huvudstaden Reykjavík. Toppen på Heiðarhnjúkur är 1 003 meter över havet.
Runt Heiðarhnjúkur är det mycket glesbefolkat, med 3 invånare per kvadratkilometer. Närmaste större samhälle är Egilsstaðir, omkring 14 kilometer nordväst om Heiðarhnjúkur. Trakten runt Heiðarhnjúkur består i huvudsak av gräsmarker.